# 南社 (台灣)
台灣的南社為一以臺南文人群為中心的傳統漢詩社團，於1906年（明治39年）由連橫、陳渭川邀集謝石秋、趙鍾麒、鄒小奇、楊宜綠於台南廳（今臺南市）創立，社員前後多達百人，開元寺與固園為最常聚會的場所。

## 簡介
「南社」創立初始不設社長，為一鬆散的組織，後社員增加，始具規模，至1909年（明治42年）選出第一任社長蔡國琳，此後，依序由趙雲石、黃欣、吳子宏擔任社長，社員作品多刊載於《台南新報》。平日有例會小集，而春秋佳日會集會舉行擊缽吟與詩鐘競作，也經常與其他吟社時相唱和，並積極參與全台或地方性的聯吟大會。
南社強調詩教為傳統文人的使命，1911年2月舉辦全臺性的聯吟詩會，向其他詩社傳達南社的傳統文化理念，發揚傳統詩學。
1930年（昭和5年），「南社」社友多半老成凋零，社務運作產生危機；由台南五詩社主辦的全島詩人大會因南社內訌、社長趙鍾麒束手無策，致使會議無法召開。1937年（昭和12年）七七事变加上第二次世界大戰，「南社」活動幾乎停止。戰後，全台南詩社於1951年併入「延平詩社」，南社走入歷史。

## 緣由
連橫在〈臺灣詩社記〉 曾敘「越二年，余歸自滬上，鄉人士之為詩者漸多，而應祥忽沒，乃與瘦痕、吳楓橋、張秋濃、李少青等結浪吟詩社，凡十人。月必數會，會則賦詩。春秋佳日，復集於城外之古剎。凡竹溪、法華、海會諸寺，靡不有浪吟詩社之墨瀋 。朋簪之樂，無過於斯。乃不數十年，相繼徂謝。今其存者，唯余與蔡老迂而已。回首前塵，寧無悲痛！始丙午冬，余以社友零落，復謀振起，乃與瘦痕邀趙雲石、謝籟軒、鄒小奇、楊宜綠等改創南社，凡十餘人。」連橫在文中提到，1897年回臺南，發現寫詩的人越多，於是和鄉友組織「浪吟詩社」。後來社友相繼零落，直到1906年冬，才又邀集社友改創「南社」。

## 沿革
1906年南社創立。1907年四月南社成員到開元寺修褉、集會。五月南社詩友大陸、日本遠遊，社員舉辦餞別會。1909年三月南社大會，推選蔡國琳為社長，趙鍾麒為副社長。八月十日第一任社長逝世，由趙鍾麒擔任第二任社長。九月中秋節召開己酉秋會。十二月廿二日，冬至南社擊聚會。1910年四月社員謝國文聘任楠梓公學校教員，開送別會。四月廿三日，趙鍾麒率南社同仁參加臺中櫟社春會。九月十八日嘉義羅山吟社成立，趙鍾麒、謝維巖、謝國文、黃欣、楊鵬摶、連橫參與。會後南社社員小集，表達羅山吟社之雅興。1911年三月梁啟超來臺，南社於兩廣會館開大會。該年亦開詩會。1912年一月廿六日南社小集擊缽吟。二月廿一日台南發起采詩會。六月許南英回臺南，南社設宴。1913年一月廿六日為許南英開餞別宴。四月十八日南社社員因鹿港詩人陳槐庭來南，邀集諸吟侶雅集。秋季於吳園開擊缽例會。1914年三月南社春會，設宴於黃氏固園，會後攝影留念，時社員皆僑裝打扮，名曰 「嬉春圖」。十月五日「瀛社」、「桃社」、「竹社」、「櫟社」、 「南社」吟友百餘人，成立「全島詩人大會」。1915年六月十五日南社假酉山書店開擊缽會。七月十二日南社假黄氏固園開會，並邀各社吟侶。1918年三月廿七日「花朝」時節，南社同仁在開元寺集會。1921年五月八日於固園開設南社例會。十一月十三日於固園舉辦南社吟會。十二月十八日召開南社例會於固園，由陳逢源值東。1922年二月五日南社假固園開定期例會。二月十一日「中嘉南聯合吟會」開於台中公會堂。二月廿二日台中林子瑾來南，下榻黄氏固園，與南社詞友大開擊缽會。三月十二日南社擊缽例會於報恩齋堂。四月南社小集擊缽會，以〈歸燕〉為題。八月廿九日為恭逢孔夫子二千五百年大祭，並紀念南社創立十五週年，召請全台詩人於黃氏固園開詩會。十一月一日台中櫟社在霧峰萊園舉行二十年題名碑落成典禮，趙鍾麒代表南社與會。十二月三十日社友林馨蘭病逝台北，趙鍾麒代表南社撰輓聯弔輓。1923年南社外圍詩社桐侶吟社創立。1924年一月十三日在固園開會，時由社員黃溪泉值東。三月十六日南社假筆耕齋開擊缽吟會。四月十三日桐侶吟社為設立二週年紀念之辰，假黄氏固園為會場，柬邀台南各吟社。五月十一日南社假黄氏固園開定期例會。 六月十五日，南社開擊缽吟會於酉山書店樓上。七月十二日，假南社固園開會。1925年一月八日南社於薈芳旗亭召開初春吟會。二月南社主辦全台詩社第二回大會。1927年二月廿三日南社例會。三月廿六日王汝禎於其別墅開擊缽吟會，招待南社諸詞友。三月廿八日召開南社例會，在大正町鴛鴦梅館開會，並開全島詩社聯吟會出席社員洗塵會。六月五日由次值東林逢春、黃忻昭、李炳煌三氏承開，假本町筆耕齋開會擊缽。十二月下旬黃欣、黃溪泉兩昆仲等陪楊草仙遊台南名勝。1928年一月廿八日南社於新町小蓬萊旗亭開臨時擊缽會。二月廿六日南社於固園開擊缽吟。四月十五日南社假筆耕齋開定期例會。十月廿八日南社開定期例會，會場假南門町彌陀寺。1929年一月廿七日南社例會。二月廿三日「全台聯吟大會」開於台南公會堂，此番大會由台南南社、桐侶、錦文、酉山、留青諸社合辦，次日於赤崁樓開招待吟會。1930年二月十九日酉山詩社舉辦十週年慶祝大會，當時南社社員趙鍾麒、胡殿鵬、陳綾竹、黃欣、黄溪泉等社員皆詠 〈祝酉山吟社創立十週年〉誌慶。九月九日南社與春鶯吟社社員聯合創刊《三六九小報》。十一月二日由台南市五詩社舉開全島詩人大會，因南社內訌，社長無策，故會議召開不成。1932年十月十六日南社與台南各吟社於醉仙閣舉辦秋季聯吟會。1936年八月第二任社長趙鍾麒病逝，改由黃欣接任第三任社長。1937年太平洋戰爭，南社活動幾乎停止。1948年一月第三任社長黃欣病逝，吳子宏繼任第四任社長。三月廿八日全台南府城詩社「南社」、「酉山吟社」、「錦文吟社」、「留青吟社」、「雞林詩社」、「珊社」等合力主辦全台詩人大會。1951年，全台南詩社包涵南社併入延平詩社。